# Dominique

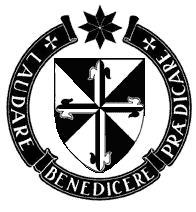
Emblema de la Orden de Predicadores.

«Dominique» es una canción popular en idioma francés de 1963, escrita, cantada y popularizada por la monja belga de la Orden de Predicadores (Dominicos) Jeannine Deckers (Sor Sonrisa). Está dedicada a Santo Domingo de Guzmán, fundador de la Orden de la cual ella era miembro como Hermana Luc-Gabrielle.  
Fue un éxito internacional en 1963 y en 2009 seguía siendo la única canción belga que había llegado al número uno en la revista estadounidense Billboard. La versión original está en francés, pero también fue grabada en inglés y español. En Latinoamérica tuvo un éxito notable, grabada por la venezolana  Mirla Castellanos con arreglos similares a la versión original belga y con un éxito significativo para la artista a nivel internacional y por la Novia de México Angélica María en una versión de música regional mexicana con mucho éxito. También fue grabada por Deckers en holandés, alemán, hebreo, japonés, coreano y portugués.
Dominique llegó a tener ventas muy altas en once países a fines de 1963 y principios de 1964.

### Presentación comercial
Dominique alcanzó el Top 10 en 11 países a fines de 1963 y principios de 1964, al tope en las listas de Estados Unidos, Canadá, Australia y Nueva Zelanda. Alcanzó el Top 5 en Noruega, Dinamarca, Irlanda y Sudáfrica y alcanzando los puestos más bajos en el Top 10 en Holanda, Alemania Occidental y el Reino Unido. La canción permaneció en el N°1 en los Top 40 de la estación de radio WABC en la Ciudad de Nueva York por cuatro semanas de noviembre 19 hasta el 17 de diciembre de 1963. En WLS Chicago, la canción fue N°1 por cuatro semanas del 7 al 28 de diciembre de 1963. En ambas listas de Billboard Hot 100 en Estados Unidos y "Easy Listening chart", Dominique fue N°1 por 4 semanas del 7 al 28 de diciembre de 1963.
La canción ganó el Grammy Award por grabación Best Gospel y otras grabaciones Religiosas musicales en 1964. Nominada también para Grammy como canción del año y Sor Sonrisa fue nominada como mejor cantante femenina. Fue la segunda canción en idioma extranjero en ser un hit N°1 en the Hot 100 en 1963, ya que la primera había sido Sukiyaki por Kyu Sakamoto a principios de 1963. Para los siguientes diez años más o menos hubo un número de éxitos que eran cantados en otros idiomas que no eran inglés (e.g., The Sandpipers' "Guantanamera", René y René's "Lo mucho que te quiero", etc.), pero no otra canción en idioma extranjero que llegaran al Billboard Hot 100 en el Top 40 hasta que en el idioma español el éxito "Eres Tú" (Touch The Wind) en 1974 por el grupo español "Mocedades". Muchos años después habría un N°1 en el idioma español con "La Bamba" en 1987 interpretada por "Los Lobos" y ya a principios de la década de los años 1990s, "Macarena" con "Los del Río". Dominique dejó fuera de las ventas a Elvis Presley durante su estancia en Billboard Hot 100. Este fue el penúltimo hit N°1 antes de la invasión inglesa.

### La canción
Dominique fue un hit mundial en 1963 y fue el primero y solo el único N°1 belga en las listas estadounidenses. 
Es recordada por su principal refrán, el cual dice:
```
   Domi-nique -nique -nique s'en allait tout simplement,
   Routier, pauvre et chantant.
   En tous chemins, en tous lieux,
   Il ne parle que du Bon Dieu,
   Il ne parle que du Bon Dieu.
```

La traducción en el idioma inglés, dice:
```
   Domi-nic -nic -nic went about simply, (Fue simplemente)
   a poor singing traveller. (Un pobre viajero cantante)
   On every road, in every place, (En cada camino, en cada lugar)
   he talks only of the Good Lord, (El habla solo del Buen Señor)
   he talks only of the Good Lord. (El habla solo del Buen Señor)
```

La letra de los coros fue una traducción al idioma inglés por Regney 
```
   Domi-nique -nique -nique, o'er the land he plods along, (Sobre la tierra que el camina)
   And sings a little song. (Y cantando una cancioncita)
   Never asking for reward, (nunca pidiendo recompensa)
   He just talks about the Lord, (El solo habla acerca del Señor)
   He just talks about the Lord. (El solo habla acerca del Señor)
```